# آلونزو بابرز
آلونزو بابرز (انگلیسی: Alonzo Babers؛ زادهٔ ۳۱ اکتبر ۱۹۶۱) دونده اهل ایالات متحده آمریکا بود.
وی در مسابقات کشوری و بین‌المللی در مجموع برندهٔ ۲ مدال طلا شده‌است.